# Johan Masreliez
Carl Johan Masreliez (Stoccolma, 15 aprile 1939) è un fisico, ingegnere e imprenditore svedese naturalizzato statunitense.
Ha lasciato la Svezia nel 1967, per lavorare come ingegnere di ricerca ed è ora cittadino americano che vive presso Seattle, Washington. Negli anni '70 è stata una figura importante per lo sviluppo della teoria del controllo automatico. A partire dal 1995 circa si è dedicato alla cosmologia fisica non standard e con scarso successo, se non in Russia.

## Biografia
Masreliez è nato a Stoccolma e ha poi terminato gli studi presso il ginnasio "Nya Elementar" Åkeshov a Bromma. Iniziò gli studi di fisica tecnica nel 1959, a Stoccolma, presso l'Istituto reale di tecnologia (Istituto Reale di Tecnologia), diplomandosi come ingegnere nel 1964.

### Ingegneria
Ha poi lavorato per alcune imprese svedesi, ivi compresa la Atlas Copco. Si trasferisce negli Stati Uniti nel 1967 per assumere una posizione nella Società Boeing a Seattle.

### Carriera accademica
Mentre lavorava per la Boeing, ha frequentato il dipartimento di Ingegneria elettrica dell'Università di Washington, dove ha conseguito il suo dottorato di ricerca nel 1972, specializzandosi in statistica e algoritmi statistici per produrre stimatori robusti. Ha poi ottenuto un contratto come Assistant Professor fino al 1974. Ha contribuito al miglioramento del filtro di Kalman con un algoritmo ricorsivo (1975) in seguito chiamato Teorema di Masreliez. Spangle (2008) dà la formulazione matematica del teorema in un'applicazione di simulazione.

### Cosmologia
La sua Teoria del Cosmo in Espansione Scalare (SEC) è un nuovo modello di espansione in scala del cosmo che si accorda meglio con le osservazioni astronomiche di quanto non faccia la teoria del Big Bang, e potrebbe fornire l'anello mancante tra la relatività generale e la meccanica quantistica. Il fattore di scala del modello SEC dà un meccanismo spostamento verso il rosso luce stanca con dilatazione del tempo. In questa cosmologia non standard non c'è accelerazione e l'importo {\displaystyle w} della quintessenza è {\displaystyle w=-1/3} esatto, cioè la curvatura dello spaziotempo. “SEC”, proponendo invece di includere l'energia oscura nel tensore energia impulso del modello, come avviene anche senza accelerazione con la formula del modello per spostamento verso il rosso.

### Pubblicazioni popolare
- C. Johan Masreliez, The Expanding Spacetime Theory : A Coherent Worldview from Cosmology to Quantum, Nu Inc., Corvallis, OR, U.S.A.  (2000). ISBN 0-9665844-1-4
- C. Johan Masreliez, (2006);  The Scale-Expanding Cosmos Theory Archiviato il 27 novembre 2010 in Internet Archive., Nexus Magazine –Vol 13, Nr 4, June (2006) - in it. La Teoria del Cosmo in Espansione Scalare, Nexus Edizioni no 65 (2006).
- C. Johan Masreliez, The Progression of Time - How expanding space and time forms and powers the universe, Createspace, Book on demand, 2012. ISBN 1-4565-7434-5.

### Pubblicazioni scientifiche
- C. Johan Masreliez, Approximate non-Gaussian filtering with linear state and observation relations , IEEE Trans. Auto. Control (1975), 20, pag. 107–110.
- R.D. Martin e C.Johan Masreliez, Robust estimation via stochastic approximation, IEEE Trans. Inform. Theory (1975), 21(263-271).
- Informes, lista en Smithsonian/NASA Astrophysics Data System (ADS)